# Biološki spol
Biolóški spôl  je posledica kombiniranja genetskih lastnosti organizmov pri spolnem razmnoževanju, pri katerem pride do diferenciacije v moško ali žensko obliko (spol). Spola se ločita predvsem po tipu spolnih celic (gamet), ki jih proizvajata. Moške spolne celice (semenčice) so majhne in bolj mobilne, prilagojene temu da razširjajo svoj genetski material. Ženske spolne celice (jajčeca) so večje in vsebujejo hranilne snovi za zgodnji razvoj zarodka.
Izvirno stanje je, da je organizem dvospolnik (hermafrodit) - proizvaja tako moške kot ženske spolne celice, ki so lahko tudi enake po zgradbi in funkciji (t. i. izogamija). Takšne so na primer nekatere živali in večina rastlin. Pri drugih je prišlo do specializacije - osebek je bodisi moškega (samec), bodisi ženskega spola (samica) in proizvaja samo temu ustrezne spolne celice. Spol osebka lahko določajo genetski dejavniki - spolni kromosomi - ali dejavniki okolja, odvisno od vrste. Tako pri mnogih plazilcih vpliva na spol temperatura gnezda med razvojem zarodka. Nekatere ribe spreminjajo spol tekom svojega življenja, pogosto v odvisnosti od spola drugih rib v jati.
Razlika v telesni zgradbi med spoloma pri organizmih, t. i. spolna dvoličnost (dimorfizem), je povezana z različno vlogo spolov pri razmnoževanju.